# Crypturaphis grassii
Crypturaphis grassii är en insektsart. Crypturaphis grassii ingår i släktet Crypturaphis och familjen långrörsbladlöss. Inga underarter finns listade i Catalogue of Life.